# 毛氏伊野波殿内
毛氏 伊野波殿内（もううじ いのはどぅんち）は、唐名毛泰永・伊野波親方盛紀（1619年 - 1688年）を系祖とする琉球王国の士族（首里士族）。代々本部間切（現・本部町）の総地頭を務めた琉球王国の大名。毛氏豊見城殿内の門中の一つ。

## 概要
初代・盛紀は、豊見城殿内六世・豊見城親方盛良の次男。三司官を務め、1666年には伊野波間切（後、本部間切に改称）の総地頭に任じられて、伊野波殿内を興した。八世・盛平も三司官を務め、また“モーイ親方”のあだ名で知られ、沖縄の民話で親しまれている。十五世・盛元のときに、琉球処分を迎えた。

## 系譜
- 7世 毛泰永・伊野波親方盛紀
- 8世 毛克盛・伊野波親方盛平
- 9世 毛得範・伊野波親雲上盛忠
- 10世 毛廷翰・伊野波親方盛祥
- 11世 毛其隆・伊野波親雲上盛真
- 12世 毛文竜・伊野波親雲上盛周
- 13世 毛邦俊・伊野波親方盛邑
- 13世 毛維憲・伊野波親方盛典（盈の字を典に改める。実父は盛真四男・永田里之子親雲上盛敷）
- 14世 毛光緒・伊野波親方盛方
- 15世 毛恒福・伊野波親雲上盛元